# Jan Šátral

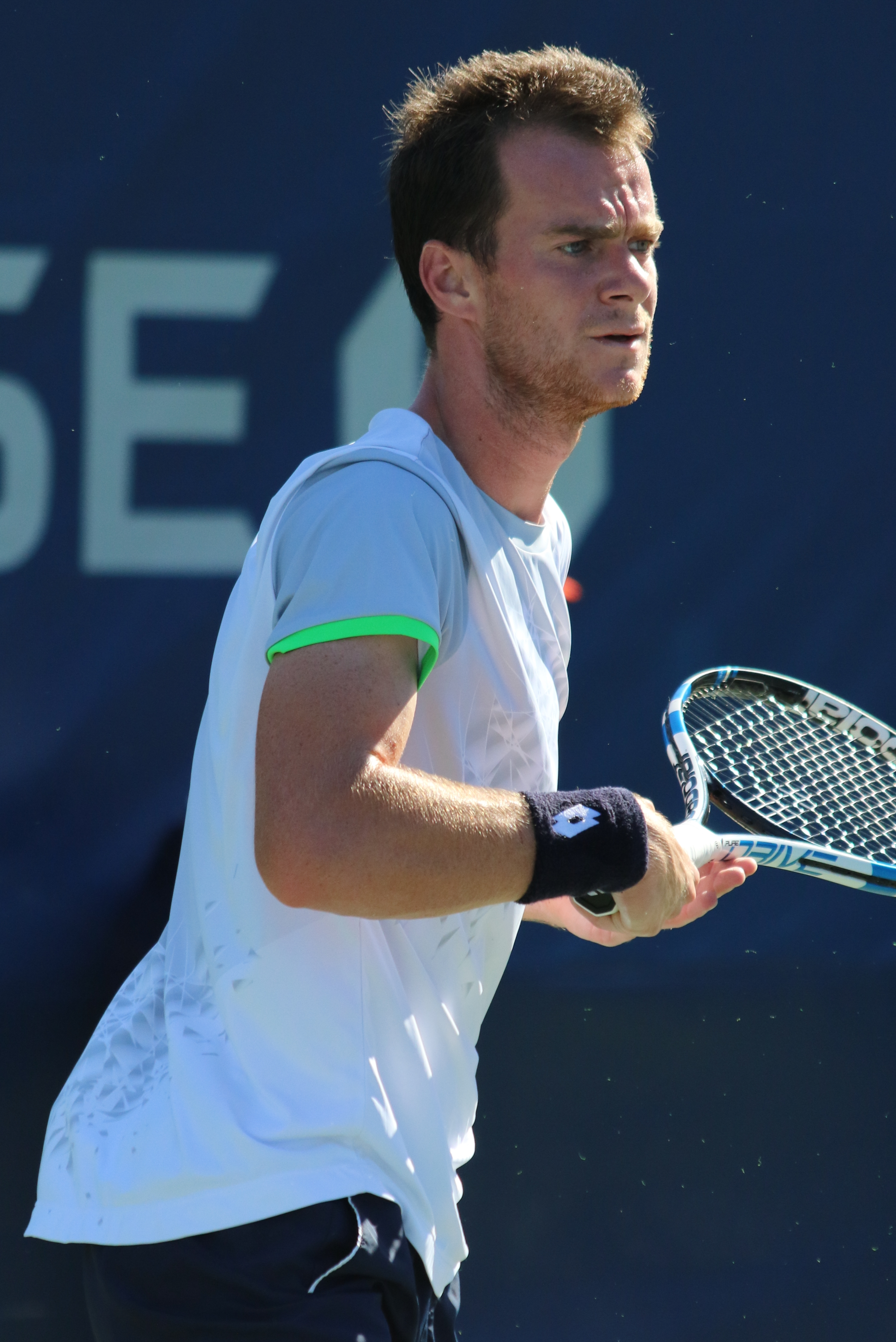
Na US Open 2016 si poprvé zahrál hlavní grandslamovou soutěž

Jan Šátral (* 24. července 1990 Mělník) je český profesionální tenista. Ve své dosavadní kariéře na okruhu ATP Tour nevyhrál žádný turnaj. Na challengerech ATP a okruhu ITF získal do srpna 2020 dvanáct titulů ve dvouhře a dvacet šest ve čtyřhře. Domovským oddílem je I. ČLTK Praha, s nímž v letech 2018 a 2019 zvítězil v české extralize.
Na žebříčku ATP byl ve dvouhře nejvýše klasifikován v říjnu 2016 na 136. místě a ve čtyřhře pak v září 2015 na 160. místě. Na juniorském kombinovaném žebříčku ITF se během ledna 2008 stala jeho maximem 225. příčka. Trénuje ho Jiří Hřebec. Dříve tuto roli plnil Daniel Lustig.
V českém daviscupovém týmu debutoval v roce 2017 melbournským 1. kolem světové skupiny proti Austrálii, v němž prohrál dvouhry se světovou patnáctkou Nickem Kyrgiosem i Jordanem Thompsonem, rovněž jako čtyřhru v páru s Jiřím Veselým. Australané zvítězili 4:1 na zápasy. V soutěži nastoupil k jedinému mezistátnímu utkání s bilancí 0–2 ve dvouhře a 0–0 ve čtyřhře.

## Tenisová kariéra
V rámci hlavních soutěží událostí okruhu ITF debutoval v květnu 2008, když na turnaji v Karlových Varech postoupil z kvalifikace. Ve druhém kole podlehl Slováku Miloslavu Mečíři mladšímu. Debutovou trofej z dvouhry Futures vybojoval během srpna 2011 v Piešťanech po závěrečné výhře nad Slovákem Michalem Pažickým. Premiérový singlový titul z challengerů si odvezl z červencového Marburg Open 2016, na němž ve finále přehrál argentinského hráče Marca Trungellitiho ve dvou setech. Na cestě za titulem na jeho raketě skončili také sedmý nasazený Tobias Kamke a šestý Daniel Brands z Německa. Bodový zisk mu zajistil posun na kariérní maximum, když po turnaji figuroval na 206. místě.
Již v červnu 2015 vyhrál čtyřhru úvodního ročníku challenegeru ATP Poprad-Tatry, dotovaného 42 500 eury, jenž probíhal v Popradu. Po boku krajana Romana Jebavého v boji o titul zvítězili nad česko-slovenskou dvojicí Norbert Gombos a Adam Pavlásek.
Ve dvouhře okruhu ATP Tour debutoval na červnovém German Open 2016 v Hamburku, antukové události z kategorie ATP 500. Po dvoukolové kvalifikaci však na úvod nestačil na španělského antukáře a šestého nasazeného Nicoláse Almagra ve třech sadách.
Debut v hlavní soutěži nejvyšší grandslamové kategorie zaznamenal v mužském singlu US Open 2016 po zvládnuté tříkolové kvalifikaci, v níž na jeho raketě zůstali Američan Christopher Eubanks, Australan Matthew Barton a Kazach Oleksandr Nedověsov. V prvním kole vyřadil amerického hráče z páté světové stovky Mackenzieho McDonalda, startujícího na divokou kartu. V pětisetovém dramatu dokázal otočit nepříznivý vývoj setů 0–2. Jednalo se o jeho první vyhraný zápas na okruhu ATP Tour. Ve druhé fázi pak podlehl desátému nasazenému Francouzi a pozdějšímu semifinalistovi Gaëlu Monfilsovi. Průnik mezi dvě stě nejlepších tenistů zaznamenal v následné aktualizaci z 12. září 2016, když mu na žebříčku ATP patřila 182. příčka. Na předchozích čtyřech grandslamech, od US Open 2015 do Wimbledonu 2016, neprošel kvalifikačním sítem.
Druhého vítězství na challenegerech dosáhl na podzimním BFD Energy Challengeru 2016 v Římě, turnaji s dotací 42 500 eur včetně hospitality, kde v roli nenasazeného hráče na cestě do finále zdolal španělskou turnajovou sedmičku Rubéna Ramíreze Hidalga a třetího nasazeného Brita Aljaže Bedeneho. Po semifinálové výhře nad Francouzem Tristanem Lamasinem zvládl i finálový duel proti 65. hráči žebříčku a nejvýše nasazenému Nizozemci Robinu Haasemu, jenž na něj uhrál pět gamů. Haase tak uzavřel devítizápasovou neporazitelnost. Zisk 90 bodů posunul Šátrala na nové maximum, když mu 3. října 2016 patřila 136. příčka klasifikace.
V kvalifikaci Australian Open 2017 se jako 165. hráč žebříčku ocitl na prahu vyřazení, když Japonec Jasutaka Učijama ve třetím setu vedl 5–4 na gamy a šel podávat na vítězství. Zápas však byl v daný moment přerušen pro déšť. Koncovku po návratu na dvorec zvládl český tenista, jenž soupeři vůbec poprvé prolomil servis a srovnal na 5–5. Po dalším brejku v rozhodující sadě vyhrál 9–7 a postoupil do kvalifikačního kola. V něm však nestačil na Itala Lucu Vanniho po třísetovém průběhu.
V úvodním kole kvalifikačního turnaje French Open 2017 vyřadil krajana Lukáše Rosola až v tiebreaku rozhodující sady. Následně přešel přes Švéda Eliase Ymera, aby v rozhodujícím kvalifikačním kole ztratil vedení proti zkušenému Ukrajinci Sergiji Stachovskému. Postupujícího do hlavní soutěže určila až zkrácená hra posledního setu, jíž Ukrajinec vyhrál poměrem míčů 7:5. Český hráč v této sadě nezužitkoval vedení 5–3 na gamy, kdy šel podávat na vítězství.
V grandslamové kvalifikaci byl poprvé nasazen jako 26. hráč ve Wimbledonu 2017, kde v úvodní fázi vypadl s Rusem Teimurazem Gabašvilim. Navazující týden obhajoval trofej na antukovém challengeru Marburg Open 2017. V roli turnajové pětky však nepřešel první kolo po porážce od Francouze Benjamina Bonziho ve dvou setech.
V prosinci 2018 vyhrál jako člen týmu I. ČLTK Praha českou extraligu smíšených družstev a v lednu 2019 se stal halovým mistrem České republiky po finálovém vítězství nad klubovým kolegou Robinem Staňkem. V roce 2019 pak se štvanickým oddílem mistrovskou trofej v extralize obhájil.

## Soukromý život
V srpnu 2019 se na okraji Prahy oženil s tenistkou Denisou Allertovou.

## Finále na challengerech ATP a okruhu Futures
| Legenda                         |
| ------------------------------- |
| D – dvouhra; Č – čtyřhra        |
| Challengery (2–0 D; 3 tituly Č) |
| Futures (10–7 D; 23 titulů Č)   |

### Dvouhra: 19 (12–7)
| Stav      | č.  | datum            | turnaj                      | povrch      | poražený finalista  | výsledek           |
| --------- | --- | ---------------- | --------------------------- | ----------- | ------------------- | ------------------ |
| Vítěz     | 1.  | 7. srpna 2011    | Piešťany, Slovensko         | antuka      | Michal Pažický      | 6–7(5–7), 6–1, 6–4 |
| Finalista | 1.  | listopadu 2012   | Rožnov pod Radhoštěm, Česko | koberec (h) | Roman Jebavý        | 2–6, 4–6           |
| Vítěz     | 2.  | 4. srpna 2013    | Piešťany, Slovensko         | antuka      | Marco Bortolotti    | 6–1, 6–0           |
| Finalista | 2.  | června 2014      | Ślęza, Polsko               | tvrdý       | Jérôme Inzerillo    | 3–6, 4–6           |
| Vítěz     | 3.  | 28. června 2014  | Vratislav, Polsko           | antuka      | Maximilian Marterer | 6–4, 7–6(7–4)      |
| Vítěz     | 4.  | 10. srpna 2014   | Trnava, Slovensko           | antuka      | Václav Šafránek     | 6–4, 7–6(7–5)      |
| Finalista | 3.  | září 2014        | Bol, Chorvatsko             | antuka      | Duje Kekez          | 3–6, 0–6           |
| Vítěz     | 5.  | 19. října 2014   | Heráklion, Řecko            | tvrdý       | Alexandre Folie     | 4–6, 6–4, 6–1      |
| Finalista | 4.  | února 2015       | Kolombo, Srí Lanka          | antuka      | Rui Machado         | 3–6, 3–6           |
| Vítěz     | 6.  | 15. března 2015  | Šarm aš-Šajch, Egypt        | tvrdý       | Mohamed Safwat      | 6–3, 6–4           |
| Vítěz     | 7.  | 31. května 2015  | Most, Česko                 | antuka      | Adrian Sikora       | 6–4, 6–2           |
| Vítěz     | 8.  | 15. května 2016  | Most, Česko                 | antuka      | Clément Geens       | 6–3, 6–3           |
| Vítěz     | 1.  | 2. července 2016 | Marburg, Německo            | antuka      | Marco Trungelliti   | 6–2, 6–4           |
| Vítěz     | 2.  | 2. října 2016    | Řím, Itálie                 | antuka      | Robin Haase         | 6–3, 6–2           |
| Finalista | 5.  | listopadu 2017   | Milovice, Česko             | tvrdý (h)   | Marek Jaloviec      | 3–6, 4–6           |
| Finalista | 6.  | června 2019      | Most, Česko                 | antuka      | Maxime Chazal       | 7–5, 6–7(6–8), 5–7 |
| Vítěz     | 11. | listopadu 2019   | Milovice, Česko             | tvrdý (h)   | Martin Krumich      | 6–3, 6–3           |
| Finalista | 7.  | prosince 2019    | Monastir, Tunisko           | tvrdý       | Aziz Dougaz         | 3–6, 4–6           |
| Vítěz     | 12. | února 2020       | Oberhaching, Německo        | tvrdý (h)   | Elmar Ejupovic      | 6–3, 6–2           |

## Davis Cup
| Utkání dle úrovně     |
| --------------------- |
| Světová skupina (0–3) |
| Baráž (0)             |
| Euroafrická zóna (0)  |

### Utkání
| Reprezentace Česko | Reprezentace Česko | Reprezentace Česko | Reprezentace Česko | Reprezentace Česko                                                                                | Reprezentace Česko                                                                                | Reprezentace Česko                                                                                | Reprezentace Česko                                                                                |
| ------------------ | ------------------ | ------------------ | ------------------ | ------------------------------------------------------------------------------------------------- | ------------------------------------------------------------------------------------------------- | ------------------------------------------------------------------------------------------------- | ------------------------------------------------------------------------------------------------- |
|                    | AUS–CZE 4–1        | AUS–CZE 4–1        | AUS–CZE 4–1        | 3.–5. února;Kooyong Lawn Tennis Club, Melbourne, Austrálie 1. kolo Světové skupiny, tvrdý (venku) | 3.–5. února;Kooyong Lawn Tennis Club, Melbourne, Austrálie 1. kolo Světové skupiny, tvrdý (venku) | 3.–5. února;Kooyong Lawn Tennis Club, Melbourne, Austrálie 1. kolo Světové skupiny, tvrdý (venku) | 3.–5. února;Kooyong Lawn Tennis Club, Melbourne, Austrálie 1. kolo Světové skupiny, tvrdý (venku) |
| Stav               | č.                 | utkání             | typ                | spoluhráč                                                                                         | tým soupeře                                                                                       | soupeř                                                                                            | výsledek                                                                                          |
| Prohra             | 1.                 | II.                | dvouhra            |                                                                                                   | Austrálie                                                                                         | Nick Kyrgios                                                                                      | 2–6, 3–6, 2–6                                                                                     |
| Prohra             | 2.                 | III.               | čtyřhra            | Jiří Veselý                                                                                       | Austrálie                                                                                         | Samuel Groth / John Peers                                                                         | 3–6, 2–6, 2–6                                                                                     |
| Prohra             | 3.                 | V.                 | dvouhra            |                                                                                                   | Austrálie                                                                                         | Jordan Thompson                                                                                   | 5–7(5–7), 2–6                                                                                     |